# Antonina Halicka

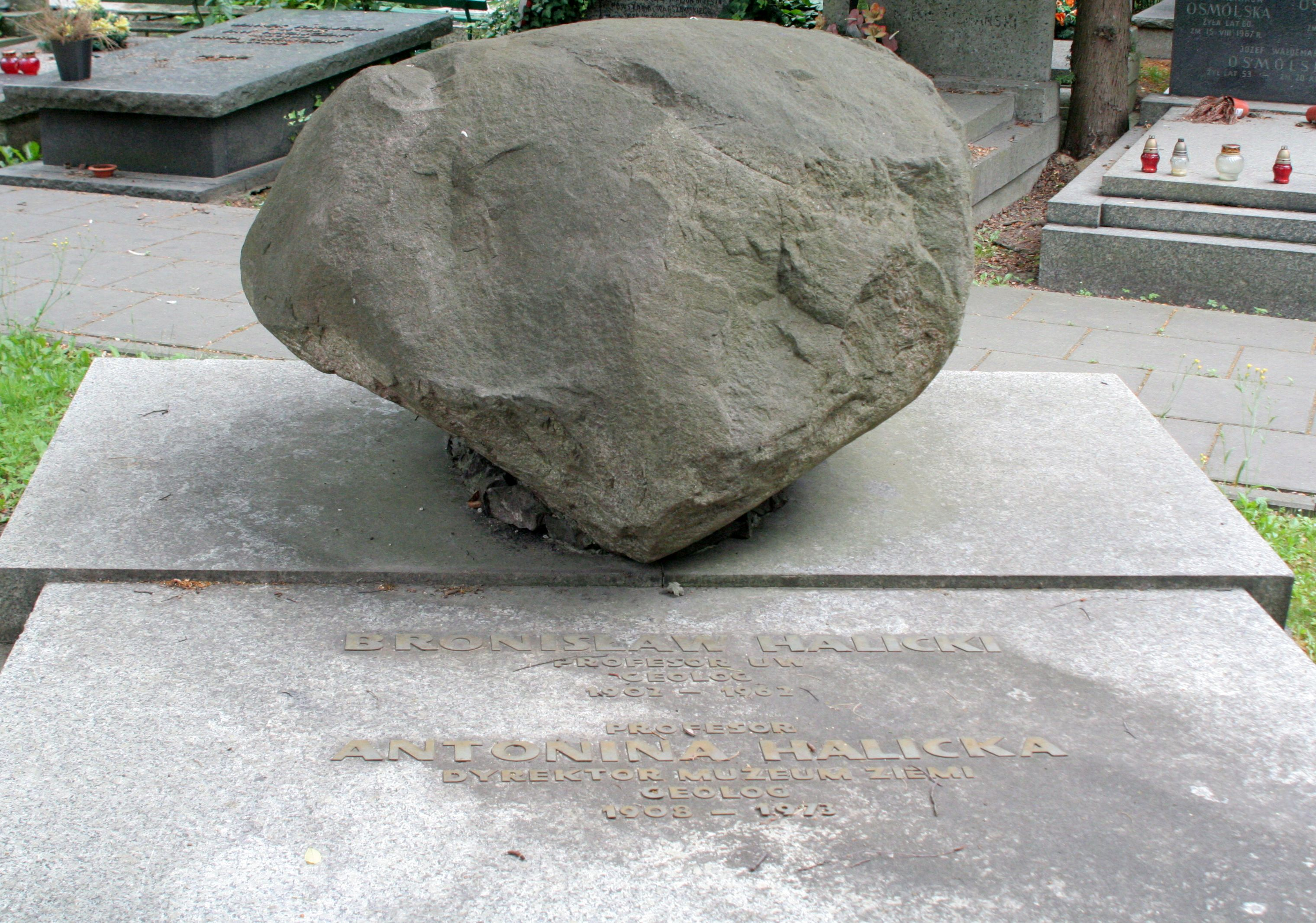
Grób prof. Bronisława Halickiego i jego żony Antoniny na Cmentarzu Wojskowym na Powązkach

Antonina Halicka, z domu Jaroszewicz, primo voto Kłyszyńska (ur. 13 lutego 1908 w Małym Łoświdzie k. Witebska, zm. 30 grudnia 1973 w Warszawie) – polska geolog.

## Życiorys
W 1926 ukończyła gimnazjum w Wilnie, a następnie rozpoczęła studia równocześnie z zakresu chemii i petrografii na Wydziale Matematyczno-Przyrodniczym Uniwersytetu Stefana Batorego. Podczas studiów prowadziła zajęcia na kursach dokształcających, które organizowano dla nauczycieli szkół średnich, wykładała również na Uniwersytecie Robotniczym w Wilnie. Uczestniczyła w spotkaniach Klubu Dyskusyjnego, który organizowała lewica akademicka, a w późniejszym okresie Klub Demokratyczny. Od 1930 była asystentką przy Katedrze Mineralogii i Petrografii Uniwersytetu Stefana Batorego pod kierunkiem Pawła Radziszewskiego, a od 1934 Stanisława Małkowskiego. W 1935 obroniła pracę magisterską pt. „Materiały do charakterystyki petrograficznej profilu dyluwdalnego Łysej Góry koło wsi Szaltory pod Wilnem”, w 1937 jako stypendystka Funduszu Kultury Narodowej odbyła podróże naukowe do Szwecji i Finlandii. Gromadziła również materiały porównawcze z terenów Litwy, Łotwy i Estonii. W latach 1935–1939 uczestniczyła w pracach terenowych zespołu Zakładu Mineralogii i Petrografii USB, który przygotowywał przeglądową mapę petrograficzną Wileńszczyzny z uwzględnieniem problematyki rozmieszczenia surowców mineralnych. W 1939 na podstawie monografii „Zarys petrografii moren Wileńszczyzny” uzyskała stopień doktora nauk ścisłych w zakresie petrografii i geologii. Po zajęciu Wilna przez Armię Czerwoną zaangażowała się w tworzenie Litewskiego Oddziału Komitetu do Spraw Geologii przy Radzie Komisarzy Ludowych ZSRR, prace te przerwała okupacja hitlerowska, ale kontynuowano je po ponownym zajęciu Litwy przez Rosjan. W lipcu 1945 Antonina Halicka została repatriowana do Polski i zamieszkała w Warszawie, początkowo powierzono jej stanowisko zastępcy Dyrektora Departamentu Administracji Terenowej, a następnie była zastępcą Dyrektora Departamentu Artykułów Przemysłowych i Polityki Rozdzielnictwa w Ministerstwie Aprowizacji i Handlu. W 1947 została Naczelnikiem Wydziału Studiów Przyrodniczych w Ministerstwie Oświaty, w czerwcu tego samego roku Antoninę Halicką powołano na stanowisko wicedyrektora Muzeum Ziemi w organizacji. 9 czerwca 1948 utworzono muzeum jako instytucję państwową, w 1950 zastąpiła na stanowisku dyrektora profesora Stanisława Małkowskiego. Zasiadała w Komisji Koordynacyjnej PKPG do spraw Planu 6-letniego oraz Komisji Geologii przy Ministerstwie Szkolnictwa Wyższego, była delegatem Ministerstwa Oświaty w Państwowej Radzie Geologicznej. W 1951 weszła w skład Komitetu Organizacyjnego i uczestniczyła w pracach nad powstaniem Centralnego Urzędu Geologii, a następnie współpracowała przy powstaniu Instytutu Geologii CUG. W 1955 uzyskała tytuł profesora nadzwyczajnego, utrzymała stanowisko dyrektora, gdy w 1959 muzeum przeszło pod zarząd PAN. Antonina Halicka była członkiem Narodowego Komitetu Międzynarodowej Unii Muzealnej (ICOM), brała udział w pracach Sekcji Rady Muzeów przy Ministerstwie Kultury i Sztuki, należała do Zespołu Konsultacyjnego przy Centralnym Zarządzie Muzeów i Ochrony Zabytków. Jako członek ICOM reprezentowała polskie muzealnictwo przyrodnicze na kongresach w Sztokholmie (1959) i w Hadze (1962).

## Członkostwo
- Zarząd Główny TWP; 
  - Przewodnicząca Zarządu Stołecznego TWP;
- Komitet Nauk Geologicznych PAN;
- Komitet Historii Nauki i Techniki PAN;
- Rada Naukowa:
  - Zakładu Nauk Geologicznych PAN;
  - Archiwum PAN;
  - Zakładu Historii Nauki i Techniki PAN;
  - Muzeum Mazowieckiego w Płocku;
  - Ligi Ochrony Przyrody;
  - Rady Programowej Wydawnictw Geologicznych.

## Nagrody
- Honorowa Odznaka „Zasłużonym dla Warmii i Mazur” (1961),
- Złota Odznaka „Za opiekę nad zabytkami” (1964),
- Odznaka „Zasłużony działacz Kultury” (1965),
- Złota Odznaka Honorowa Ligi Ochrony Przyrody (1969),
- Nagroda Miasta Stołecznego Warszawy (1966),
- Złota Odznaka Honorowa „Za zasługi dla Warszawy” (1971).

## Odznaczenia
- Złoty Krzyż Zasługi (1946),
- Krzyż Kawalerski Orderu Odrodzenia Polski (1964),
- Krzyż Komandorski Orderu Odrodzenia Polski (1969).